# Shōjo Sekai
Shōjo Sekai (少女世界, Un monde de fille) est un des premiers magazine shōjo du Japon. Il est édité par la société Hakubunkan à partir de 1906. Son premier responsable éditorial est l'auteur pour enfants Sueo Iwaya, plus connu sous son nom de plume Sazanami Iwaya,,. Shōjo Sekai est créé comme un magazine sœur du Shōnen Sekai (少年世界, "Le monde de la jeunesse"), édité aussi par  Iwaya et qui est publié depuis 1895.
Les premiers textes du magazine tendent à être didactiques avec des récits de sacrifices et montrant l'importance d'obéir à ses parents. Puis les histoires évoluent et montrent souvent des jeunes filles liées par un très fort lien dans le genre du esu. 
D'après Kiyoko Nagai, le magazine est durant 10 ans celui des shōjo qui se vend le plus avec une diffusion qui culmine entre 150 000 et 200 000 exemplaires.
Le magazine cesse d'être publié en décembre 1931.

## Contributeurs
De nombreux auteurs travaillent pour Shōjo Sekai, entre autres :
- Sazanami Iwaya (ja:巌谷小波)
- Yasunari Kawabata
- Chiyo Kitagawa (北川 千代)
- Tama Morita, nouvelliste
- Midori Osaki (ja:尾崎翠), romancier
- Kikuko Oshima (尾島 菊子), auteur
- Akiko Yosano, poète
- Nobuko Yoshiya, auteur